# Лашкевич, Матвей Гаврилович
Матвей Гаврилович Лашкевич (1805—1867) — русский военный врач, участник Крымской войны.

## Биография
Происходил из духовного звания, родился в 1805 году.
Воспитывался в Екатеринославской духовной семинарии. В 1832 году, по одним сведениям окончил Императорскую медико-хирургическую академию, по другим Императорский Харьковский университете. В 1833 году определился в 51-й егерский полк, откуда в 1837 году перешёл в Прагский полк и в том же году стал штаб-лекарем Петербургской медико-хирургической академии.
В 1840 году Лашкевич числился в Севастопольском военном госпитале; в следующем году — младший ординатор Севастопольского морского госпиталя. В 1844 году был назначен врачом в 32-й флотский экипаж, с 1850 года — старший врач, с
февраля 1852 года — надворный советник.
Участвовал в обороне Севастополя. В сентябре 1854 года был врачом при батальоне капитана 1-го ранга Кутрова. С марта по июнь 1855 года работал на перевязочном пункте на эскадре, в сентябре 1855 года — медицинский инспектор на Северной стороне Севастополя. В марте 1855 года за отличие был произведён в коллежские советники, в ноябре 1855 года награждён орденом Св. Анны 3-й степени с
мечами. В составе Севастопольского гарнизона — с 13 сентября 1854 по 7 августа 1855 год.
После войны плавал на судах Черноморского флота, в 1858 году был награждён знаком отличия за 20 лет беспорочной службы. В 1863 году состоял младшим врачом 1-го сводного Черноморского флотского экипажа, в следующем году — врачом 2-го сводного экипажа и в 1867 году — младшим запасным судовым врачом черноморского экипажа.
Умер 8 (20) июля 1867 года.
Лашкевичу принадлежат две печатные работы в «Морском Сборнике»: «О воздушных контузиях» (1857. — Ч. 28, № 4) и «Практические медицинские замечания, выведенные из наблюдений в прошлую войну» (1859. — Ч. 42, № 7).